# Jean-Baptiste Bouteille
Pour les articles homonymes, voir Bouteille (homonymie).
Jean-Baptiste Bouteille, né le 13 novembre 1825 à Manosque (Alpes-de-Haute-Provence) et mort le 21 juillet 1893 dans la même ville, est un homme politique français.

## Biographie
Avocat à Manosque, il est maire de la ville et conseiller général. Élu de justesse, à dix voix, député en 1876, il siège sur les bancs républicains, et est l'un des 363 qui refusent la confiance au gouvernement de Broglie le 16 mai 1877. Il est réélu en 1877 et 1881. Il passe au Sénat en 1885 et siège jusqu'à sa mort en 1893.